# Stenus maculiger
Stenus maculiger – gatunek chrząszcza z rodziny kusakowatych i podrodziny myśliczków (Steninae).
Gatunek ten został opisany w 1875 roku przez Juliusa Weise.
Chrząszcz o wyraźnie połyskującym ciele długości od 4 do 5,5 mm. Przedplecze ma prawie tak długie jak pokrywy i zaopatrzone w krótką, głęboką bruzdę środkową. Na każdej z pokryw występuje czerwona plama. Początkowe tergity odwłoka pozbawione są listewek pośrodku części nasadowych. Co najmniej cztery pierwsze tergity mają boczne brzegi odgraniczone szerokimi bruzdami. Odnóża nie są w całości czarne. Smukłe tylne stopy prawie dorównują długością goleniom.
Owad palearktyczny, rozprzestrzeniony od Europy Środkowej przez południowo-wschodnią po Azję Mniejszą (Turcję). W Polsce znany z 5 odłowionych osobników: jednego w 1924 roku w Krościenku nad Dunajcem i 4 w latach 2015–2016 w okolicy Ustrzyk Górnych. Zasiedla pobrzeża potoków i wilgotne mchy na obszarach górskich, po piętro subalpejskie.